# Hywel ab Ieuaf
Hywel ap Ieuaf (fl. X secolo) è stato sovrano del Regno di Gwynedd dal 974 al 985.
Figlio di Ieuaf, nel 974 si ribellò allo zio Iago, che aveva imprigionato suo padre, e gli tolse il potere. In seguito, però, Iago lo riacquistò, ma dovette dividerlo col nipote. Nel 978 Hywel si rivoltò di nuovo, saccheggiando il monastero di Clynnog Fawr, aiutato da truppe inglesi, forse fornite da Ælfhere.
Nel 979 Hywel sconfisse Iago, che, fatto prigioniero da una forza militare vichinga, forse al soldo di Hywel, scomparve dalla scena. Hywel, divenuto l'unico sovrano, non avrebbe però liberato il padre Ieuaf, che, secondo J.E. Lloyd, rimase prigioniero fino al 988.
Nel 980 Hywel si scontrò col figlio di Iago, Custennin, che attaccò l'Anglesey insieme a Godfrey Haraldsson, un capo vichingo proveniente dall'isola di Man. Hywel li sconfisse: uccise Custennin e mise in fuga Godfrey. A questo punto mirò a espandere il territorio del Gwynedd verso sud e, stretta un'alleanza con Ælfhere della Mercia, attaccò i regni di Brycheiniog e di Morgannwg, ottenendo qualche successo, ma senza riuscire ad annetterli.
Nel 985 i suoi ex alleati inglesi, forse allarmati dal suo crescente potere, gli mossero guerra e lo sconfissero.